# Asiohahnia
Asiohahnia is een geslacht van spinnen uit de  familie van de Hahniidae (kamstaartjes).

## Soorten
- Asiohahnia alatavica Ovtchinnikov, 1992
- Asiohahnia dzhungarica Ovtchinnikov, 1992
- Asiohahnia ketmenica Ovtchinnikov, 1992
- Asiohahnia longipes Ovtchinnikov, 1992
- Asiohahnia spinulata Ovtchinnikov, 1992